# Can Joan Olivella
Can Joan Olivella és un edifici modernista del municipi de Vilanova i la Geltrú (Garraf) protegit com a bé cultural d'interès local, obra de Gaietà Miret i Raventós.

## Descripció
Edifici entre mitgeres de planta baixa, dos pisos i golfes. La façana és de composició simètrica. La planta baixa ha estat completament reformada. Al primer pis hi ha un balcó corregut amb barana de ferro forjat i dues obertures d'arc sinuós resseguides per una motllura llisa. El segon pis presenta dos balcons amb obertures idèntiques a les del primer pis. Al tercer pis, un gran finestral de formes corbes motllurades ocupa tota la façana. Aquesta planta, producte de l'ampliació efectuada el 1910, presenta un coronament que es complementa amb la finestra. En conjunt, l'element que caracteritza la casa Olivella és l'ús de motllures decoratives que accentuen la sinuositat de les formes de la façana. La coberta de l'edifici és a dues vessants i a la part posterior hi ha un terrat.

## Història
L'any 1910 el propietari de la casa existent a la plaça de les Cols, núm. 12 va demanar a l'ajuntament permís per afegir una tercera planta i remodelar la façana, segons projecte del mestre d'obres Gaietà Miret i Raventós.
Actualment l'edifici ha perdut la funció d'habitatge i ha esdevingut local social d'una penya esportiva.